# دالي مينا
دالي مينا (بالإسبانية: Daley Mena)‏ (7 فبراير 1985 بكيبدو في كولومبيا - ) هو لاعب كرة قدم كولومبي في مركز الهجوم. لعب مع ديبورتيفو كالي ونادي أتليتيكو كولون ونادي دانوبيو ودورادوس سينالوا وRocha F.C. ‏ وBoyacá Chicó F.C. ‏ ونادي كيريتارو.

## روابط خارجية
- دالي مينا على موقع إي إس بي إن إف سي (الإنجليزية)
- دالي مينا على موقع قاعدة بيانات كرة القدم.إي يو (الإنجليزية)
- دالي مينا على موقع Soccerway.com (الإنجليزية)
- دالي مينا على موقع AS.com (الإسبانية)